# St. Emmeram (Vogtareuth)

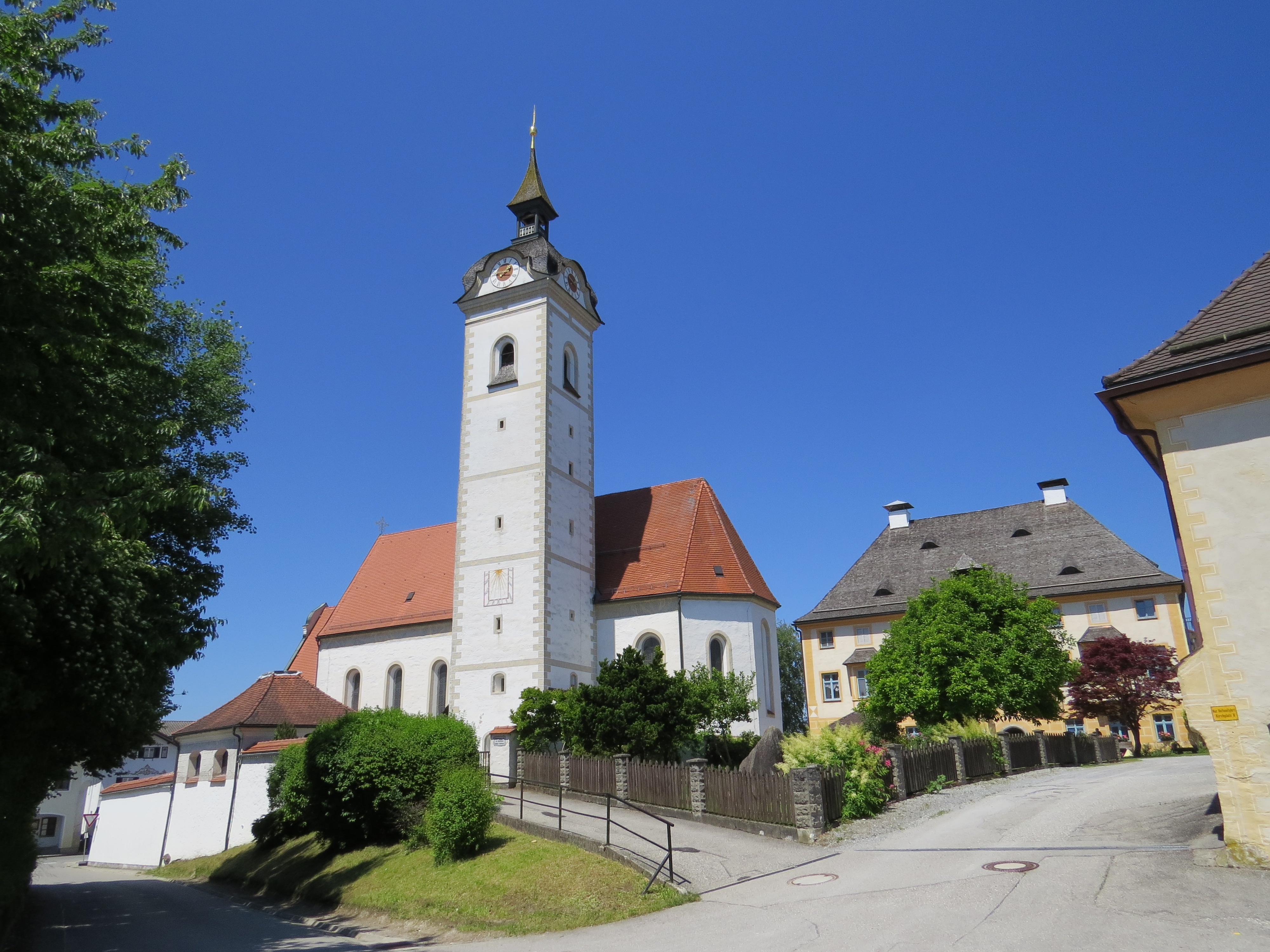
St. Emmeram in Vogtareuth

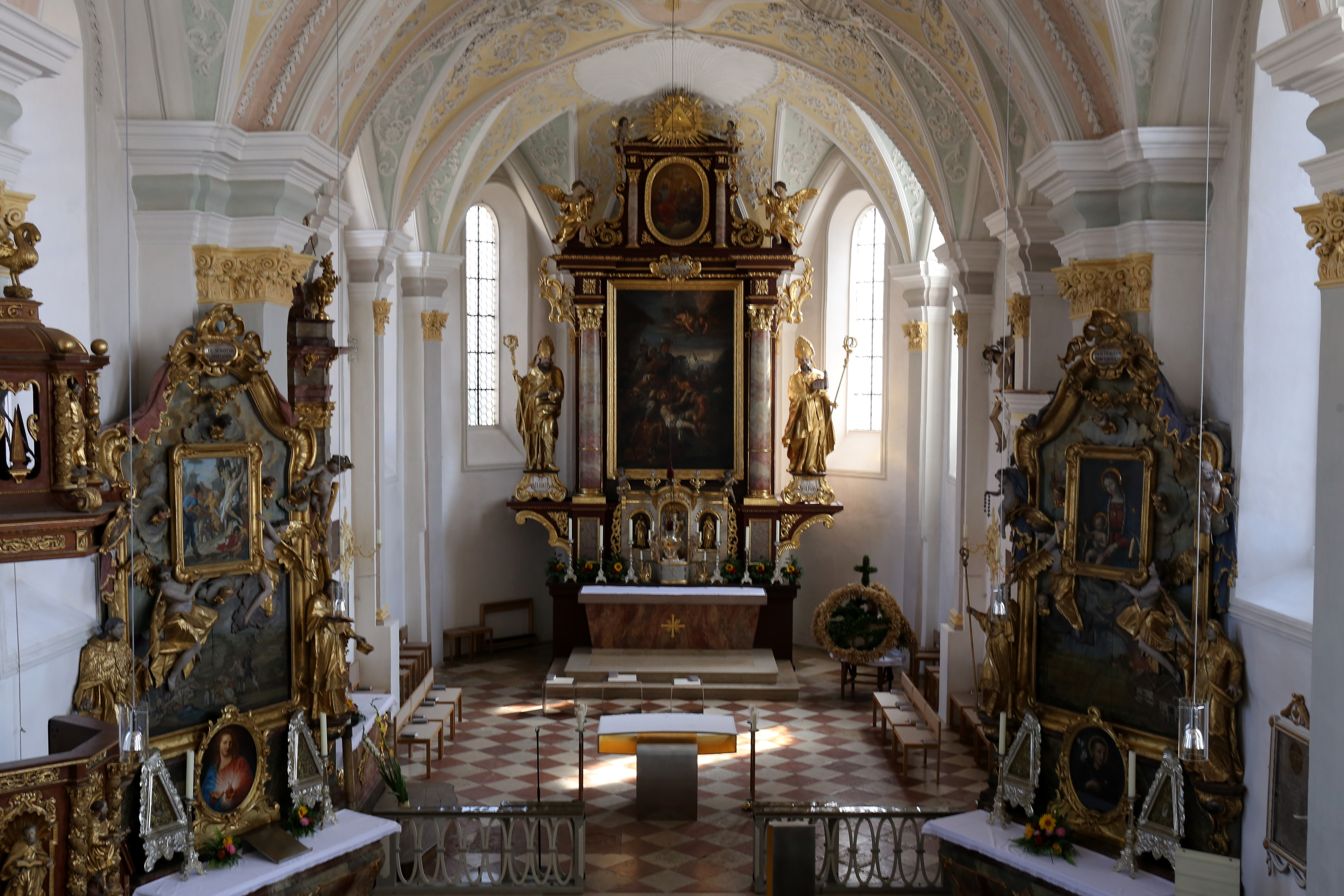
Innenraum

Die römisch-katholische Pfarrkirche St. Emmeram steht in der Gemeinde Vogtareuth im oberbayerischen Landkreis Rosenheim. Sie ist in der Liste der Baudenkmäler in Vogtareuth unter der Nr. D-1-87-181-1 eingetragen. Die Kirche gehört zum Dekanat Rosenheim im Erzbistum München und Freising.

## Beschreibung
Die spätgotische Saalkirche wurde im zweiten Viertel des 15. Jahrhunderts errichtet und 1720 barock umgestaltet. Sie besteht aus dem Langhaus zu vier Jochen, dem dreiseitig geschlossenen Chor im Osten und dem Chorflankenturm an der Südwand des Chors. An den Schweifgiebeln des Turms sind die Zifferblätter der Turmuhr angebracht. Die Haube ist von einer Laterne bekrönt. Der 1738 angebaute und 1923 erweiterte Vorbau an der Westwand des Langhauses führt zum Portal. 
Der Innenraum des Langhauses ist mit einem Stichkappengewölbe überspannt. Links und rechts am 1664/65 gebauten Hochaltar stehen Statuen des heiligen Ulrich von Augsburg und des heiligen Wolfgang von Regensburg. Das Altarretabel wurde 1664 von Johann Spillenberger bemalt. Die 1687 gebaute Kanzel ist mit den vier Evangelisten verziert. Die Bilder des Kreuzwegs malte 1854 Josef Holzmaier.

## Orgel

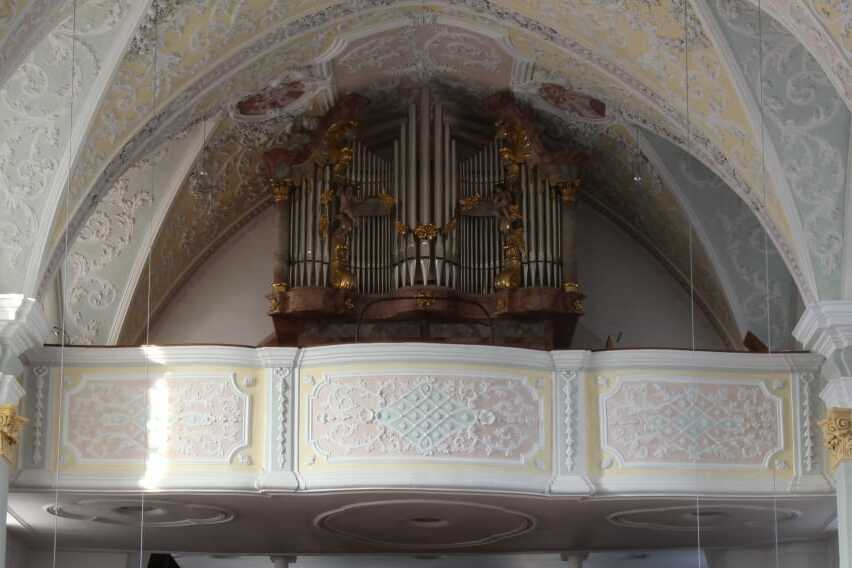
Orgel

Die Orgel mit 17 klingenden Registern auf zwei Manualen und Pedal wurde 2022 von Orgelbau Linder erbaut. Sie löste eine Orgel von Alois Wölfl aus dem Jahr 1959 ab. Das Gehäuse der Vorgängerorgel wurde wiederverwendet. Die Disposition lautet:
| I Hauptwerk C–g3 |       |
| Principal        | 8′    |
| Tibia            | 8′    |
| Biffara          | 8′    |
| Octave           | 4′    |
| Traversflöte     | 4′    |
| Superoctave      | 2′    |
| Quint            | 1 ⁄3′ |
| Mixtur IV        | 1 ⁄3′ |

| II Hinterwerk C–g3 |        |
| Bordun             | 8′     |
| Salicet            | 8′     |
| Spitzflöte         | 4′     |
| Quint              | 2 ⁄3′  |
| Doublette          | 2′     |
| Terz               | 1 3⁄5′ |
| Trompete           | 8′     |
| Tremulant          |        |

| Pedal C–f1 |        |
| Subbass    | 16′    |
| Octavbass  | 8′     |
| Flötbass   | 8′     |
| Quintbass  | 5 1⁄3′ |
| Posaune    | 8′     |

- Koppeln:  II/I, Sub II/I, I/P, II/P